# Суперкуп Србије у одбојци
Суперкуп Србије је национално одбојкашко такмичење у Србији. То је утакмица између првака државе и победника купа у претходној сезони. Уколико је исти тим освојио оба такмичења, супротставља му се финалиста купа. Суперкуп Србије је уведен 2011. године.

## Досадашња издања
| Датум               | Победник          | Финалиста           | Резултат | Сетови                                      | Дворана                              |
| ------------------- | ----------------- | ------------------- | -------- | ------------------------------------------- | ------------------------------------ |
| 4. октобар 2011.    | Црвена звезда (1) | Партизан            | 3 : 2    | 25 : 17, 23 : 25, 25 : 21, 14 : 25, 21 : 19 | ЦКС Шумице, Београд                  |
| 4. октобар 2012.    | Црвена звезда (2) | Војводина           | 3 : 0    | 25 : 16, 25 : 22, 25 : 20                   | ЦКС Шумице, Београд                  |
| 17. октобар 2013.   | Црвена звезда (3) | Раднички Крагујевац | 3 : 2    | 25 : 21, 25 : 23, 21 : 25, 21 : 25, 15 : 7  | ЦКС Шумице, Београд                  |
| 15. октобар 2014.   | Црвена звезда (4) | Рибница             | 3 : 0    | 25 : 17, 25 : 18, 25 : 17                   | Хала спортова у Краљеву, Краљево     |
| 20. октобар 2015.   | Војводина (1)     | Црвена звезда       | 3 : 1    | 18 : 25, 25 : 17, 25 : 19, 25 : 13          | СПЕНС, Нови Сад                      |
| 6. октобар 2016.    | Црвена звезда (5) | Млади радник        | 3 : 2    | 25 : 16, 25 : 27, 25 : 14, 20 : 25, 15 : 12 | Спортски центар Пожаревац, Пожаревац |
| 12. октобар 2017.   | Нови Пазар (1)    | Војводина           | 3 : 1    | 26 : 28, 25 : 21, 25 : 23, 25 : 21          | Спортска дворана Пендик, Нови Пазар  |
| 2. октобар 2018.    | Нови Пазар (2)    | Војводина           | 3 : 1    | 26 : 24, 19 : 25, 25 : 22, 25 : 21          | Спортска дворана Пендик, Нови Пазар  |
| 3. октобар 2019.    | Војводина (2)     | Црвена звезда       | 3 : 1    | 25 : 22, 25 : 16, 23 : 25, 25 : 23          | СПЕНС, Нови Сад                      |
| 23. септембар 2020. | Војводина (3)     | Партизан            | 3 : 1    | 25 : 19, 23 : 25, 25 : 22, 25 : 17          | СПЕНС, Нови Сад                      |
| 5. октобар 2021.    | Војводина (4)     | Рибница             | 3 : 1    | 19 : 25, 26 : 24, 25 : 21, 25 : 21          | Хала спортова у Краљеву, Краљево     |
| 11. октобар 2022.   | Партизан (1)      | Војводина           | 3 : 1    | 21 : 25, 25 : 22, 25 : 22                   | СПЕНС, Нови Сад                      |
| 12. октобар 2023.   | Војводина (5)     | Партизан            | 3 : 1    | 25 : 20, 25 : 23, 21 : 25, 25 : 19          | Хала спортова, Крушевац              |
| 28. септембар 2024. | Црвена звезда (6) | Војводина           | 3 : 2    | 20 : 25, 25 : 19, 25 : 18, 21 : 25, 15 : 7  | Дворана Смедерево, Смедерево         |

### Успешност клубова
| Клуб                | Победник                               | Финалиста                        |
| ------------------- | -------------------------------------- | -------------------------------- |
| Црвена звезда       | 6 (2011, 2012, 2013, 2014, 2016, 2024) | 2 (2015, 2019)                   |
| Војводина           | 5 (2015, 2019, 2020, 2021, 2023)       | 5 (2012, 2017, 2018, 2022, 2024) |
| Нови Пазар          | 2 (2017, 2018)                         | —                                |
| Партизан            | 1 (2022)                               | 3 (2011, 2020, 2023)             |
| Рибница             | —                                      | 2 (2014, 2021)                   |
| Раднички Крагујевац | —                                      | 1 (2013)                         |
| Млади радник        | —                                      | 1 (2016)                         |